# Chlamyphractus dimartinoi
Chlamyphractus dimartinoi constituye una especie extinta de clamifórido, la única que integra el género monotípico Chlamyphractus. Vivió durante el Mioceno superior en el Cono Sur de Sudamérica. Estaba relacionado con los armadillos fosoriales vivientes denominados pichiciegos.

## Taxonomía
Descripción original
Esta especie fue descrita originalmente, junto con su género, en el año 2019, por Daniel Barasoain, Rodrigo L. Tomassini, Alfredo E. Zurita, Claudia I. Montalvo y Mariella Superina.
Localidad tipo
La localidad tipo referida es: “sitio Bajada de Los Toros, en las coordenadas: 38°36′34″S 62°58′52″O / -38.60944, -62.98111, en la localidad fosilífera Arroyo Chasicó, partido de Villarino, provincia de Buenos Aires, Argentina”.
Holotipo
El ejemplar holotipo designado es el catalogado como: MMH-CH-87-7-100; incluye varios osteodermos móviles (44) y fijos (10) aislados, 3 fragmentos de la placa de la grupa fusionados con parte de la última banda de osteodermos fijos, hemimandíbula derecha con series dentales completas, fragmentos del hemimandíbula izquierda y 3 molariformes izquierdos aislados, húmero derecho casi completo, cúbito derecho, porción proximal del radio derecho, metacarpiano derecho III y fragmentos de húmero izquierdo, costillas, huesos largos indeterminados y vértebras.
Se encuentra depositado en la Colección Arroyo Chasicó, perteneciente al Museo Municipal de Ciencias Naturales Vicente Di Martino, ubicado en la ciudad balnearia de Monte Hermoso, en la provincia argentina de Buenos Aires.
Etimología
Etimológicamente, el término genérico Chlamyphractus se construye con palabras del griego antiguo, en donde: Chlamy  es la forma alternativa de Chlamydo, que significa ‘capa’, ‘manto’ y phractus, que es derivado de phraktos, palabra que significa ‘fortificado’, ‘blindado’. Es una combinación de los nombres genéricos Chlamyphorus y Calyptophractus, considerando que el taxón presenta semejanza morfológica con dichos armadillos vivientes. El epíteto específico dimartinoi es un epónimo que refiere al apellido de la persona a quien fue dedicada, Vicente Di Martino, quien realizó trabajos de campo en la localidad de Arroyo Chasicó y recolectó el espécimen que sirvió para describir la especie.

## Procedencia estratigráfica y edad atribuida
Los materiales fueron extraídos de la Asociación Litofacies 2, Formación Arroyo Chasicó, depositados durante el Mioceno superior. La edad postulada para el estrato portador se sitúa entre 9,43 y 9,07 Ma (SALMA Chasiquense).

## Relaciones filogenéticas
Chlamyphractus dimartinoi se incluye en la subfamilia Chlamyphorinae, siendo de la misma el único género y especie extintos, ya que los restantes integrantes son vivientes, siendo los conocidos armadillos pichiciegos, correspondientes a 2 especies, con sus sendos géneros monotípicos: el pichiciego mayor o pichiciego chaqueño (Calyptophractus retusus) y el pichiciego menor o pichiciego pampeano (Chlamyphorus truncatus). La morfología de la extremidad anterior de Chlamyphractus dimartinoi sugiere que habría sido un buen cavador, aunque no habría tenido hábitos subterráneos, lo que lo diferencia de las 2 especies vivientes relacionadas.